# Bátonyi Gábor
Bátonyi Gábor (Budapest, 1961. január 11. –) magyar történész, tanár.

## Életpályája
Az Eötvös Loránd Tudományegyetem történelem szakán diplomázott. Az 1990-es évek vége óta a Bradfordi Egyetem Béketanulmányok tanszékének oktatója, ahol történelmet tanít. 1989–1991 között a Magyar Televízió külpolitikai szerkesztője volt. 1991–1992 között a Johns Hopkins Egyetem bolognai intézetében tanult nemzetközi kapcsolatok történetét. 1995-ben PhD. fokozatot szerzett Oxfordban.
A Royal Historical Society ösztöndíjasa és a Central and Eastern European Review című folyóirat egyik szerkesztője.

### Munkássága
Fő kutatási területe a közelmúlt közép-európai történelme, különös tekintettel Magyarország 1918–1989 közötti történetére, a brit külpolitika Közép-Európában, beleértve a két világháború közötti diplomáciatörténetet, a brit hírszerzés és a különleges műveletek a második világháború alatt, valamint Nagy-Britannia és Magyarország 1918-tól kezdődő kapcsolatai.

## Művei
- A Duna-konföderáció gondolata a két világháború közti Magyarországon (1985)
- Magyarország világháborús részvétele brit szemszögből (2005)
- Magyarország világháborús részvétele az angolszász hatalmak szemszögéből (2005)
- Egy elkésett brit kísérlet a magyar kommunisták megfékezésére és a megtorlás (2011)

## Fordítás
- Ez a szócikk részben vagy egészben  a   Gabor Batonyi című angol Wikipédia-szócikk ezen változatának fordításán alapul.  Az eredeti cikk szerkesztőit annak laptörténete sorolja fel. Ez a jelzés csupán a megfogalmazás eredetét és a szerzői jogokat jelzi, nem szolgál a cikkben szereplő információk forrásmegjelöléseként.